# Lefavirales
Lefavirales é uma ordem de vírus.

## Classificação
Lefavirales contém as seguintes três famílias: 
- Baculoviridae
- Hytrosaviridae
- Nudiviridae